# Nghĩa Lộ (phường)
Nghĩa Lộ là một phường thuộc thành phố Quảng Ngãi, tỉnh Quảng Ngãi, Việt Nam.
Phường Nghĩa Lộ có diện tích 4,14 km², dân số năm 1999 là 11.880 người, mật độ dân số đạt 2.870 người/km².